# Rabbum
Rabbum fou un clan dels benjaminites (Bane Yamina) esmentat a les tauletes de Mari. Com a rei o cap del clan s'esmenta a Dadi-Hadnu o Dadi-Hadum, que es creu que era un germà d'Addu-Duri, la mare de Zimrilim de Mari. Es creu que residia a Abattum (moderna Tell Tadeyyen, a 83 km a l'est d'Emar).